# Benin na Mistrzostwach Świata w Lekkoatletyce 2013
Benin na Mistrzostwach Świata w Lekkoatletyce 2013 – reprezentacja Beninu podczas mistrzostw świata w Moskwie liczyła 1 zawodnika, który nie zdobył medalu.

## Występy reprezentantów Beninu
| Konkurencja            | Zawodnik    | Eliminacje | Eliminacje | Półfinał | Półfinał | Finał    | Finał   |
| Konkurencja            | Zawodnik    | Rezultat   | Pozycja    | Rezultat | Pozycja  | Rezultat | Pozycja |
| ---------------------- | ----------- | ---------- | ---------- | -------- | -------- | -------- | ------- |
| Bieg na 200 m mężczyzn | Didier Kiki | 22,01      | 52.        | NQ       | NQ       | NQ       | NQ      |